# 9K35 Strela-10
El 9K35 Strela-10 (ruso: 9К35 «Стрела-10»; en español: "flecha") es un sistema soviético de misiles tierra-aire de corto alcance y gran movilidad. Está dirigido visualmente y utiliza guía óptica/infrarroja. El sistema está destinado principalmente a enfrentar amenazas a baja altitud, como helicópteros. "9K35" es su denominación GRAU; su nombre de informe de la OTAN es SA-13 "Gopher".

## Desarrollo

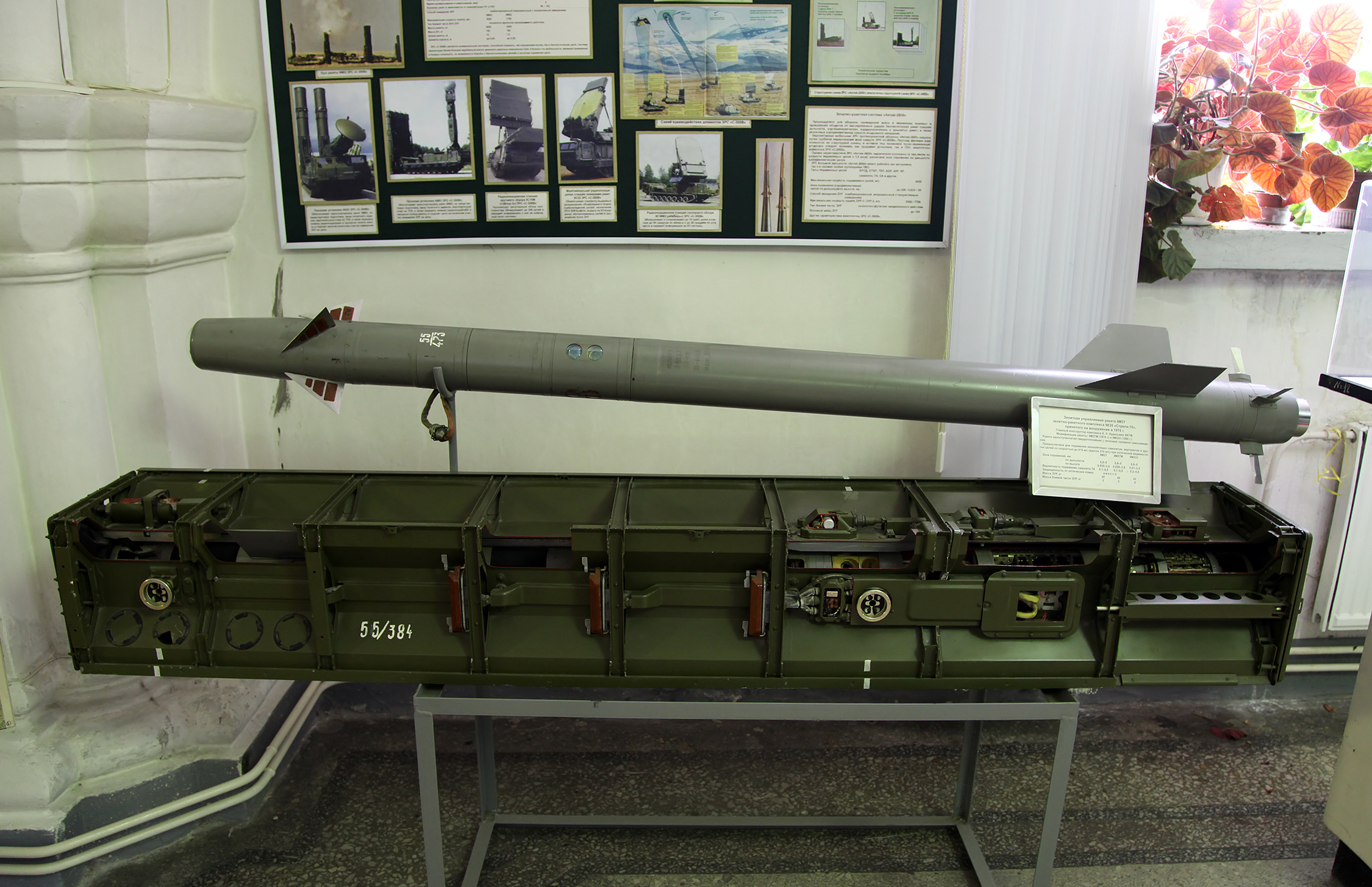
El misil guiado 9M37

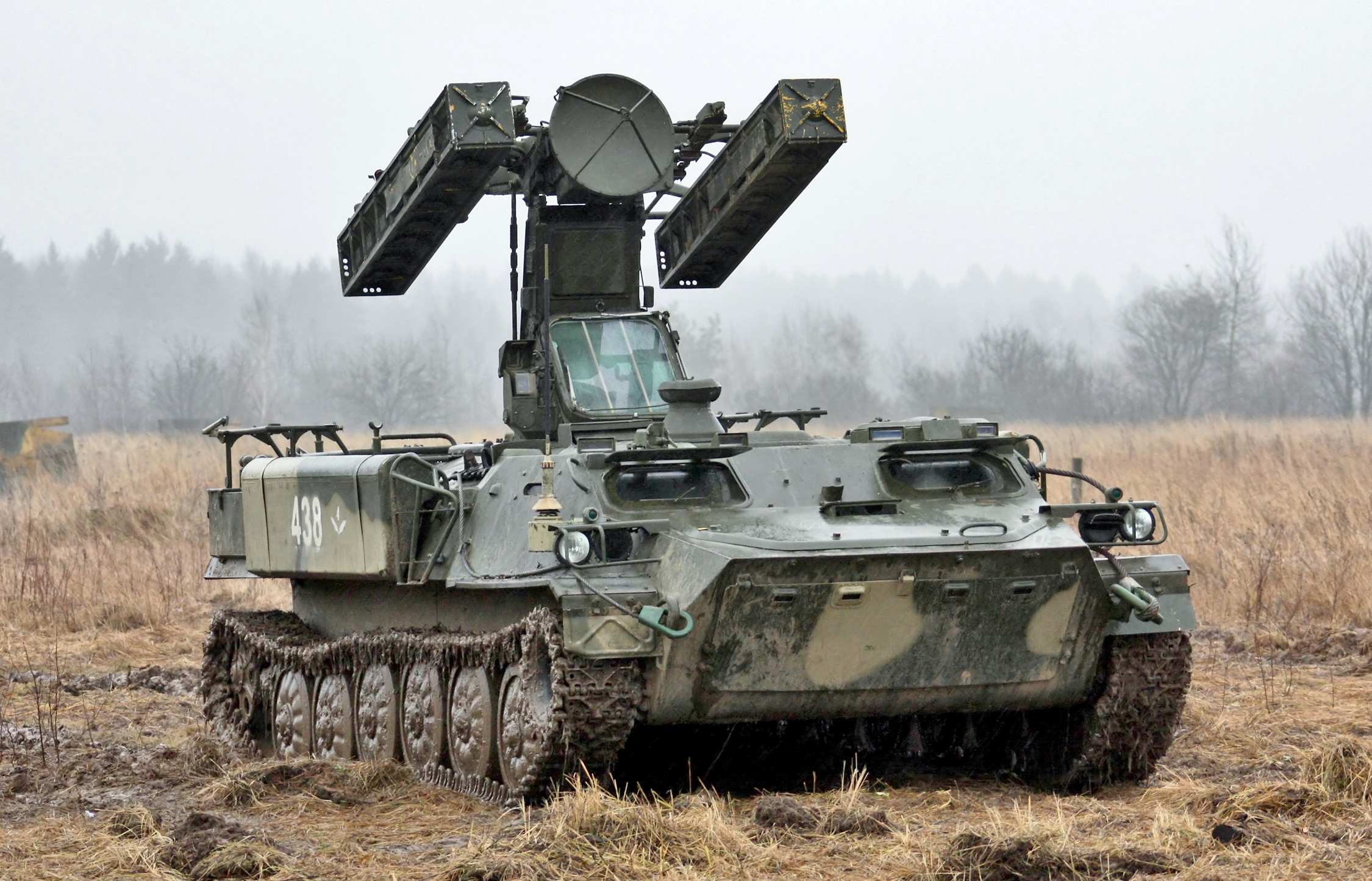
Un 9K35 Strela-10 en el año 2011.

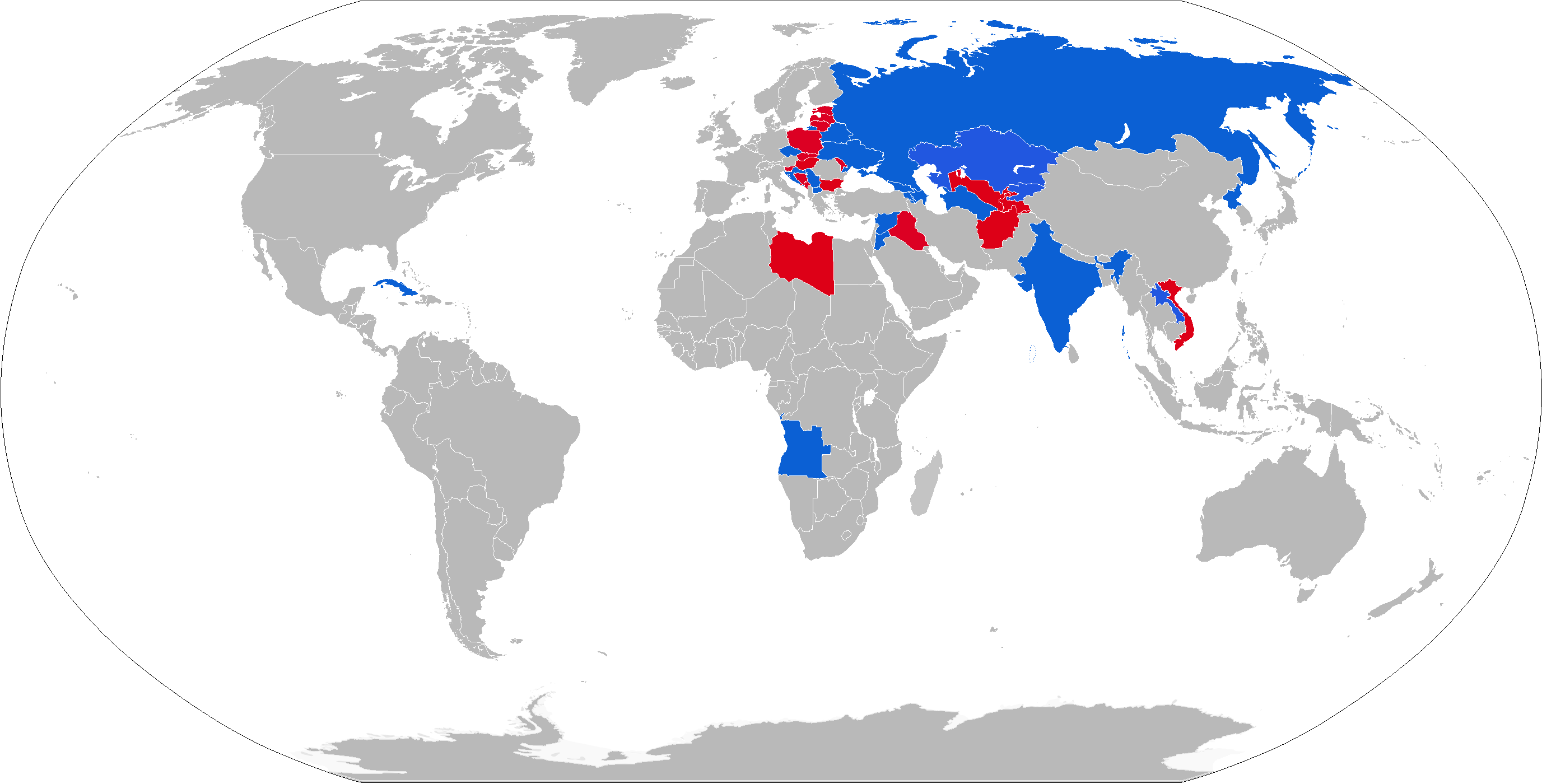
Mapa de operadores 9K35 en azul con antiguos operadores en rojo

El 9K35 es el sucesor del 9K31 Strela-1 y también puede utilizar los misiles del Strela-1 en lugar del 9M37.
El desarrollo del sistema 9K37 Strela-10SV se inició el 24 de julio de 1969. La decisión de comenzar el desarrollo de un nuevo sistema no apto para todo clima se tomó a pesar del desarrollo simultáneo del sistema híbrido de cañón y misiles para todo clima 9K22 Tunguska, principalmente como medida económica. También se consideró ventajoso tener un sistema capaz de tener tiempos de reacción rápidos e inmunidad a fuertes interferencias de radiofrecuencia.
En lugar de estar montado en un chasis BRDM anfibio pero ligeramente blindado como el 9K31, el 9K35 está montado en un MT-LB modificado con orugas más móvil, con más espacio para equipos y recargas de misiles. En algunas variantes se prevé capacidad anfibia en forma de flotadores rellenos de poliuretano.
El sistema Strela-10SV y su misil 9M37 fueron probados en el campo de tiro de Donguzkom entre 1973 y 1974, pero los resultados fueron decepcionantes: el sistema resultó deficiente en términos de probabilidad de destrucción del misil y confiabilidad del vehículo, entre otras cosas. Por tanto, la aceptación al servicio se retrasó hasta el 16 de mayo de 1976, momento en el que se habían introducido mejoras en el sistema.
El desarrollo del sistema continuó a lo largo de los años a través de las variantes Strela-10M, −10M2 y −10M3 que introdujeron, entre otras cosas, comunicaciones por radio mejoradas y disposiciones para una mejor integración con los datos de imágenes aéreas del sistema integrado de defensa aérea soviético. También se desarrollaron misiles mejorados (9M37M y 9M333) y en septiembre de 2007, la variante Kolchan 9K35M3-K, montada sobre un chasis de ruedas BTR-60, se exhibió por primera vez en el Salón Aeronáutico de Moscú MAKS 2007.
Las Fuerzas Armadas de Rusia recibirán hasta el año 2016 72 complejos avanzados móviles "nocturnos" de misiles antiaéreos de corto alcance "Strela-10M4". En 2014, las Tropas Aerotransportadas de Rusia recibieron el primer lote de 18 vehículos "Strela-10M4". La modernización de los equipos prolonga la "vida" de un sistema de defensa aérea entre 3 y 5 años.
Se espera que el Strela-10M sea reemplazado por el sistema de misiles antiaéreos 9M337 Sosna-R. El sistema se basa en el chasis MT-LB que consta de 12 misiles montados en haz Sosna-R 9M337 con un alcance de 10 km y una altitud de 5 km.